# Arqueología en Honduras

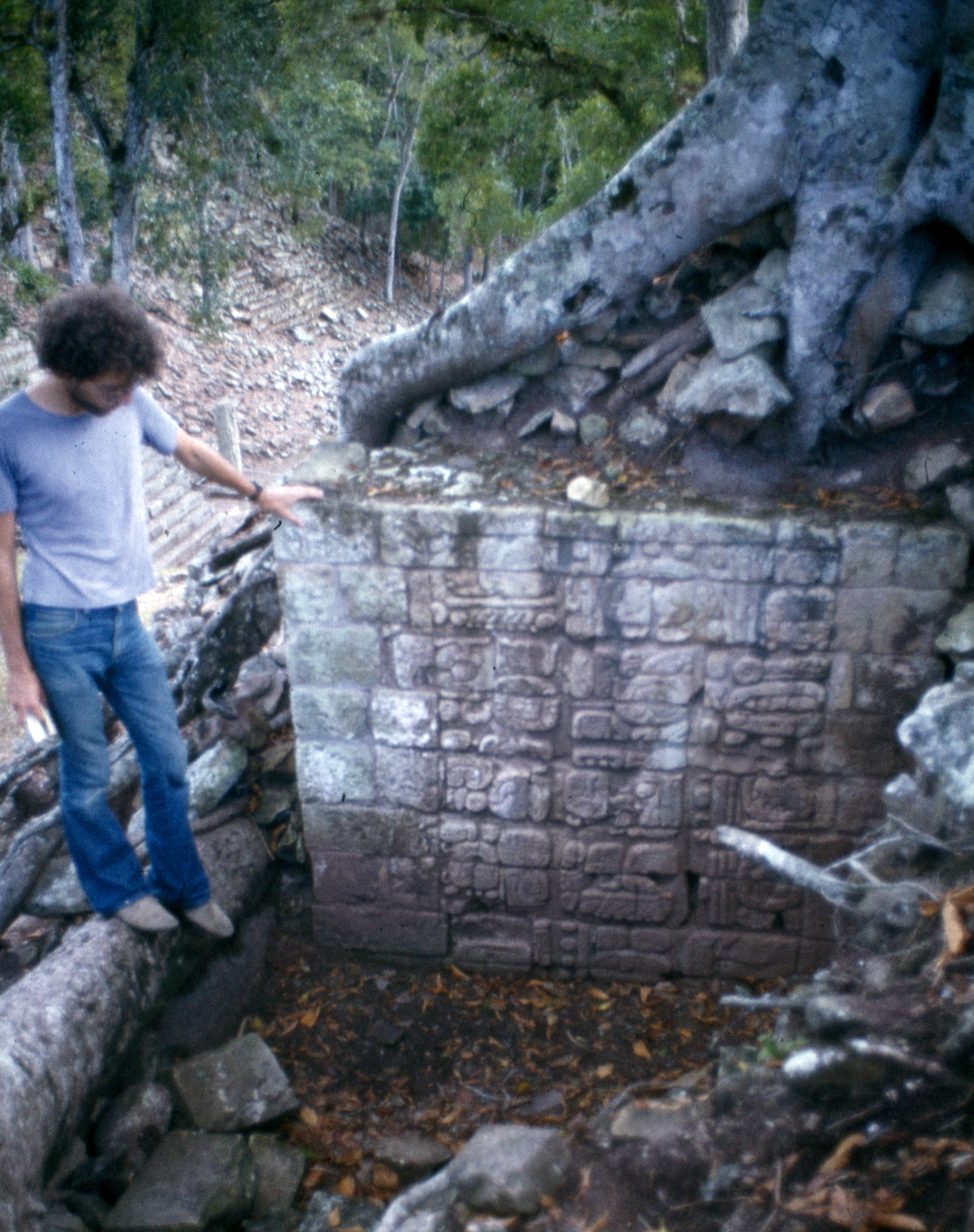
Un arqueólogo examinando un altar en un yacimiento arqueológico del departamento de Copan en 1980. La zona occidental de Honduras esta llena de yacimientos arqueológicos de la cultura Maya.

En Honduras, existieron civilizaciones y sociedades indígenas a lo largo y ancho de todo el país que datan desde hace más de 12 mil años. Entre ellas se encuentran los chortís, los chorotegas, los lencas, los mayas, los pech, los tolupanes y los tawahkas. Los estudios arqueológicos se llevan a cabo por el Instituto Hondureño de Antropología e Historia (IHAH). Se estima que en Honduras, existen más de 140,000 sitios de interés arqueológico que todavía no han sido registrados, lo que representa un 80% del territorio sin explorar. Esto debido la gran cantidad zonas arqueológicas que hay, a la amplitud del territorio hondureño, al difícil acceso a algunos de ellos, a la falta de investigadores interesados en explorar estas zonas y sobre todo a la falta de recursos económicos. El valor de las investigaciones depende de los objetivos científicos que el Arqueólogo desea encontrar. En la actualidad, existen más de 2,000 sitios arqueologicos de Honduras que están legalmente registrados, es decir, que se sabe su ubicación exacta y si fueron habitados o no, pero que todavía no han sido explorados.

## Historia

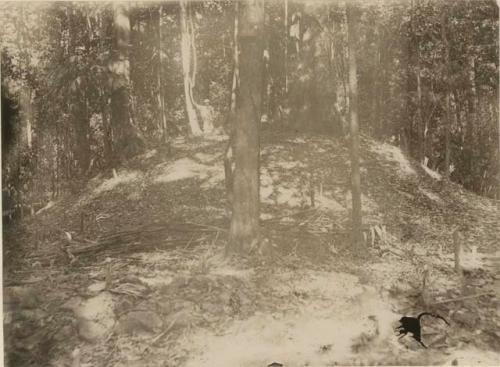
Vista a las ruinas en las cercanías del rio Ulúa en 1897.

Avistamientos de yacimientos arqueológicos en honduras datan des del siglo XVI cuando se hablo por primera vez de la existencia de la Ciudad blanca tras el arribo de Hernán Cortes tras que este desembarcara en las costas de lo que es hoy en dia Honduras y este mantuviera contacto con los indigenas de la zona. El reporte escrito mas antiguo del que se tiene conocimiento sobre las ruinas de la ciudad de Copán o proviene de Diego García de Palacios, un oidor de la Real Audiencia de Guatemala, quien el 8 de marzo de 1576 envió una carta al rey Felipe II describiendo unas “ruinas muy antiguas” en las cercanías del río Copán, en la zona occidental de la provincia de Higueras, actual Honduras.
No es hasta el Siglo XIX tras la independencia de Centroamérica que empieza un interés por visitar los sitios arqueológicos de las culturas indígenas de Honduras. Uno de los primeros pioneros en ello fue el militar Juan Galindo, quien visitó Copán durante sus expediciones de estudio de la cultura maya y uno de los primeros mayistas a nivel internacional pues sus descripciones ayudaron  a que demás estudios europeos se interesaron en realizar estudios en suelo hondureño. Años mas tarde entre 1839 a 1840 los exploradores John Lloyd Stephens y Frederick Catherwood visitaron y documentaron Copán publicando ilustraciones y relatos que hicieron mundialmente conocidas estas ruinas.
Con el paso de las décadas otros arqueólogos como el norteamericano E.G Squier avisto diversas ruinas de la cultura Lenca como Tenampúa, El Chircal, y Calamulla. Además, estudio la cultura de este grupo mesoamericano entregando sus reportes a la Universidad de Nueva York. Otros Arqueólogos que pasaron por Honduras serían Alfred Maudslay, Dorothy Popenoe, Doris Stone, Samuel Kirkland Lothrop entre otros. Las diversas excavaciones realizadas por estos dieron a conocer una serie de ciudades y asentamientos a lo largo del país que ayudaron a entender el nivel de desarrollo que tenían los pueblos originarios antes de la colonización Española.
En la actualidad la Universidad Autónoma de Honduras brinda la carrera de arqueología. Gracias a ella han salido reconocidos arqueólogos Hondureños como Ricardo Agurcia Fasquelle que gracias a su labor se han logrado rescatar diversos objetos de varios sitios.

## Sitios Mayas

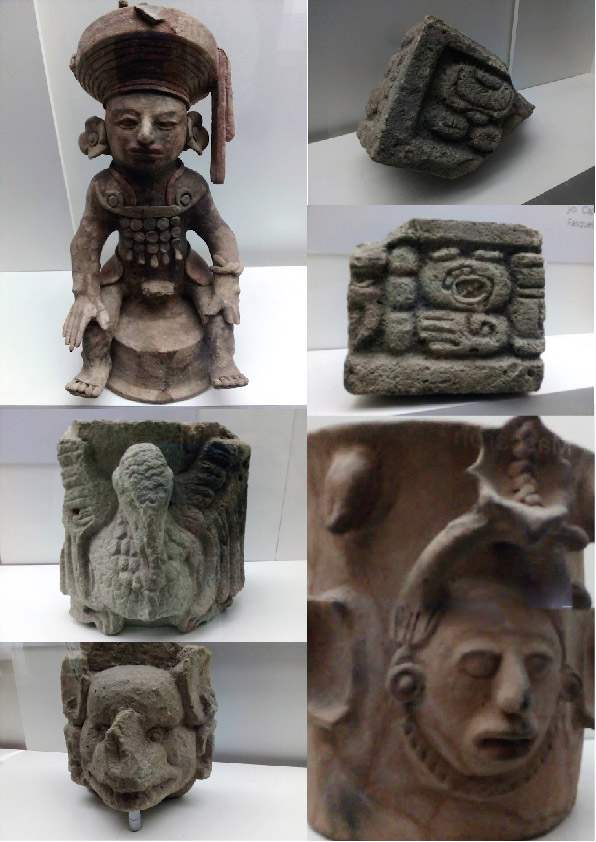
Artefactos de la cultura Maya en el Museo de Identidad nacional.

Los Mayas fueron el grupo indígena más desarrollado de Honduras, construyendo varias ciudades a lo largo de la zona occidental del país. La mayoría de la presencia de esta cultura en Honduras se localizan en los departamentos de Copán, Ocotepeque y Santa Bárbara.

### Parque arqueológico de Copán

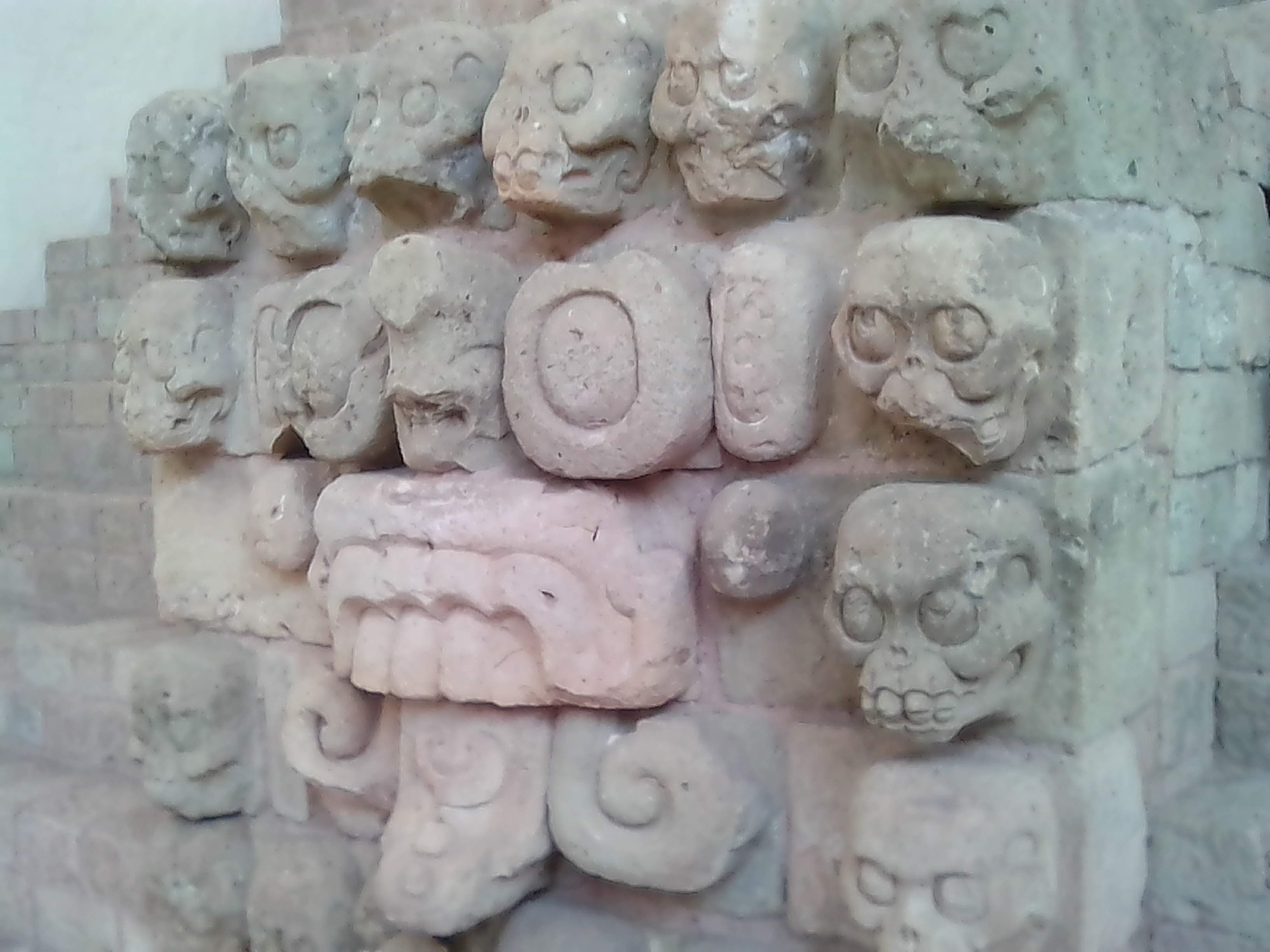
Representación del dios maya Chaac, encontrado en Copán, hoy en día exhibido en el Museo de la escultura de Copán

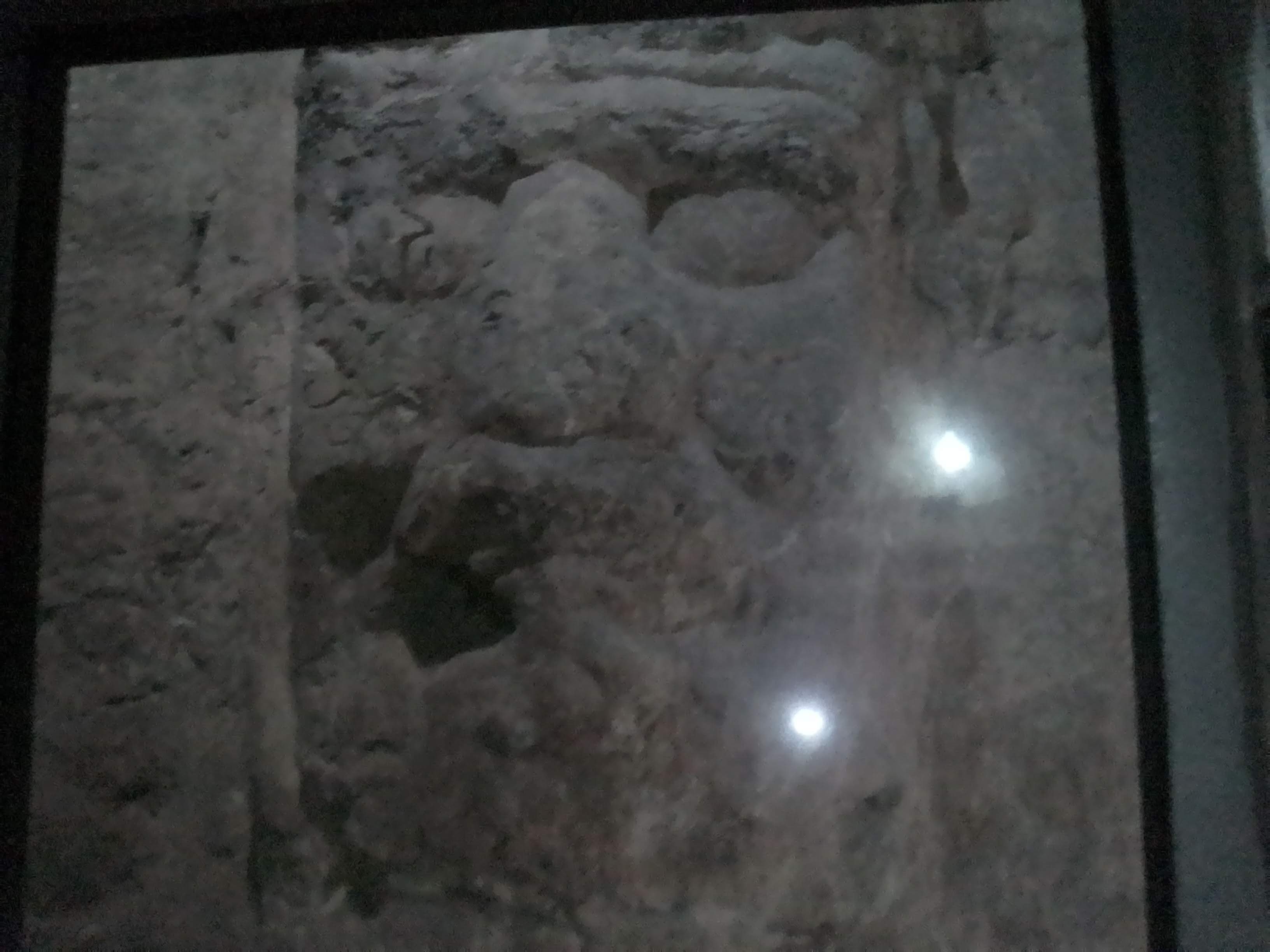
Mascarón del Templo Rosa Lila dentro de la Estructura 16, protegido por un vidrio blindado.

Existen varios sitios arqueológicos en el país, el más conocido, estudiado, y mejor reconstruido es la ciudad maya llamada Copán, localizada al occidente del país, en el departamento de Copán, esta es una ciudad que data del periodo clásico de la civilización maya. Es uno de los complejos arqueológicos más grandes del país y fue declarado Patrimonio Cultural de la Humanidad. También es de los mejores conservados a nivel nacional. Dentro del parque se puede observar imponentes estructuras y esculturas como estelas y se puede acceder a túneles subterráneos como el que es encontrado en la estructura 16 para acceder al Templo Rosa lila y uno para salir del centro cívico y ceremonial de la ciudad.

### Sitio arqueológicoel Rastrojón
El Rastrojón se encuentra ubicado a unos dos kilómetros del Parque arqueológico de Copán, en el occidente de la república de Honduras este sitio fue fundado aparentemente hace 1,300 años por los nobles y militares mayas, “El Rastrojón” o rastrojo fue un lugar militar y de defensa de la cultura maya. Fue encontrado en 1979 por un grupo de investigadores que se encontraban realizando trabajos geográficos y de mapeo dentro de la jurisdicción de la civilización maya de Copán; seguidamente desde 2007 los trabajos de reconocimiento, estudio y conservación auspiciado por la Universidad de Harvard, el (IHAH) Instituto Hondureño de Antropología e Historia.

### Parque arqueológicoEl puente

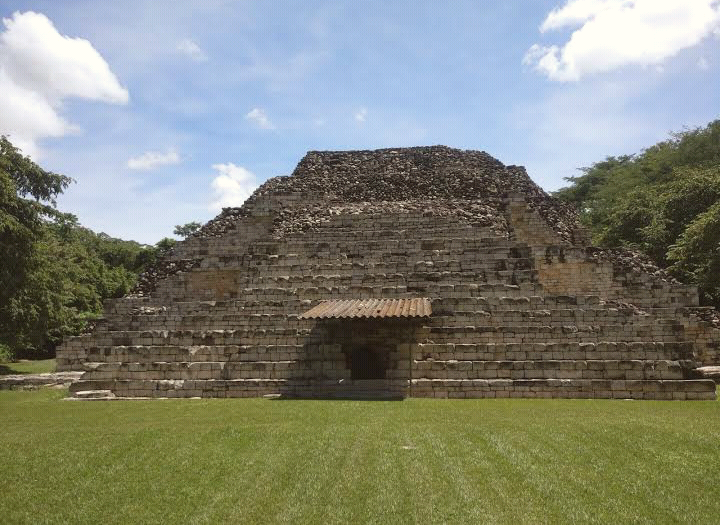
Pirámide principal de la ciudad Maya del parque arqueológico El puente.

También situado en el departamento de Copán, fue otra ciudad Maya pero mucho más pequeña y menos poblada en comparación de otras metrópolis cercanas, fue fundada en el siglo VI. Al inicio fue una ciudad independiente y autónoma, sin embargo con el paso del tiempo se volvió dependiente y tributaria de Copán tras una campaña de conquista. La ciudad se convirtió en una especie de estado satélite de la metrópoli de Copán para controlar así las rutas de comercio y expandir su domino económico, militar y político, rivalizando con la ciudad de Quiriguá por el dominio político de las demás ciudades menores localizadas en Honduras y Guatemala, de ahí el nombre "El puente", dado por los arqueólogos. El parque se compone de doscientas diez estructuras las cuales solo nueve han sido desenterradas y restauradas y el núcleo consta de cinco plazas.

### Sitio arqueológico Rio amarillo
Fue una  ciudad durante el periodo clásico tardío, los arqueólogos han llegado a creer que éste era un sitio de paso que los Mayas utilizaban en su camino entre los valles de El Florido en Honduras y El Motagua en Guatemala, su estructura goza de una impresionante construcción que brinda algún atisbo acerca de la sistemática constructora aplicada por sus antiguos edificadores. El sitio posee 53 estructuras que están organizadas en plazas, patios y terrazas, Los investigadores ubican la ocupación de Río Amarillo a inicios del periodo Clásico Temprano. Se han encontrado alrededor de 145 entierros con restos humanos de antiguos habitantes Mayas, que por las joyas, ropas y demás objetos de valor encontrados con ellos se cree que eran de la élite de Copán.

## Sitios Lencas
Los Lencas fueron el segundo grupo indígena más organizado y desarrollado del país, los cuales demostraron una resistencia durante la conquista. La cultura e influencia de los lencas se encuentra dispersa en los departamentos de Intibucá, La paz, Gracias, Cortes, Comayagua, y Francisco Morazán. Así también habitan en la parte noroccidental de El Salvador.

### Sitio Eco-arqueológicoLos Naranjos
Cerca del Lago de Yojoa se encuentra el sitio arqueológico Los Naranjos el cual fue habitado hace más de 3.000 años por culturas precolombinas, Principalmente la Proto-Lenca que dio nacer a la cultura de este grupo indígena en el periodo clásico, y la Olmeca aunque en menor cantidad. El parque cuenta con un número  total 7 de pirámides hasta la fecha encontradas, siendo la más alta la estructura 1 de dieciocho metros, también se pueden observar rocas talladas o perforadas y restos cerámicos en exhibición. La influencia Olmeca se puede apreciar en algunas piezas artísticas exhibidas en el museo como los diseños en algunas vasijas. Las pirámides pudieron estar bastante tiempo bajo el agua debido a que la ciudad estuvo ubicada en las orillas del lago, lo cual las conllevo a perder una cantidad considerable de su volumen. Aun así han logrado sobrevivir y aun son visibles bajo el leve manto de vegetación que las cubre.

### Sitio arqueológicoYarumela, El chilcal

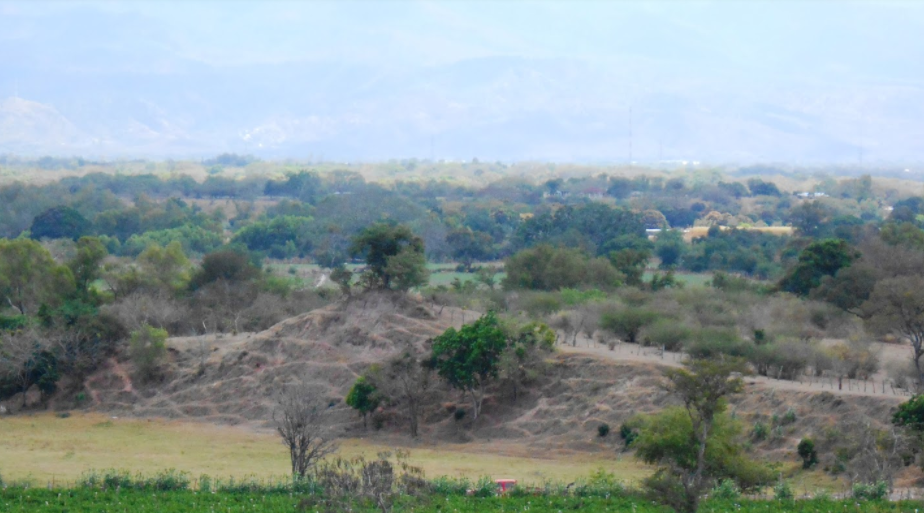
La estructura 110 es una de las varias pirámides encontradas en el sitio arqueológico en Yarumela, muchas aun sin excavar.

También conocido como el Chilcal. Arqueólogos llegan a creer que el asentamiento fue un importante centro de comercio de la cultura Lenca muy probablemente durante los años 1000 a.c y 200 d.c. Se compone de Pirámides escalonadas de entre doce a dieciocho metros de altura, y diversos montículos más pequeños regados por toda el área. El más grande e imponente es conocido como la estructura 101, una pirámide escalonada que tiene más de dieciocho metros de altura y treinta y dos de longitud y puede llagar a verse a varios metros lejos del sitio. Otra es la pirámide conocida como la estructura 102 la cual esta mejor conservada y reconstruida que otras en el parque, aun conservando parcialmente su forma original.

### Sitio ArqueológicoTenampúa
De lo poco que se sabe de este sitio es que fue construido posiblemente con el propósito de ser un pequeño centro ceremonial y de refugio Lenca durante el periodo pre-clásico tardío y clásico temprano mesoamericano. Fue visitado por el explorador y arqueólogo estadounidense Ephraim George Squier en 1853, el cual envió informes y cartas sobre las ruinas a la comunidad de historiadores de Nueva York. Se compone principalmente de varios montículos muy difíciles a simple vista,  plataformas, y una fortaleza con muros de entre dos a cuatro metros en la cual dentro de ella alberca unas pequeñas estructuras piramidales más semejantes a una plataforma. En el área también es visible unas graderías, montículos que fueron alguna vez un campo de pelota característico de las culturas mesoamericanas

### Sitio arqueológicoSalitrón Viejo

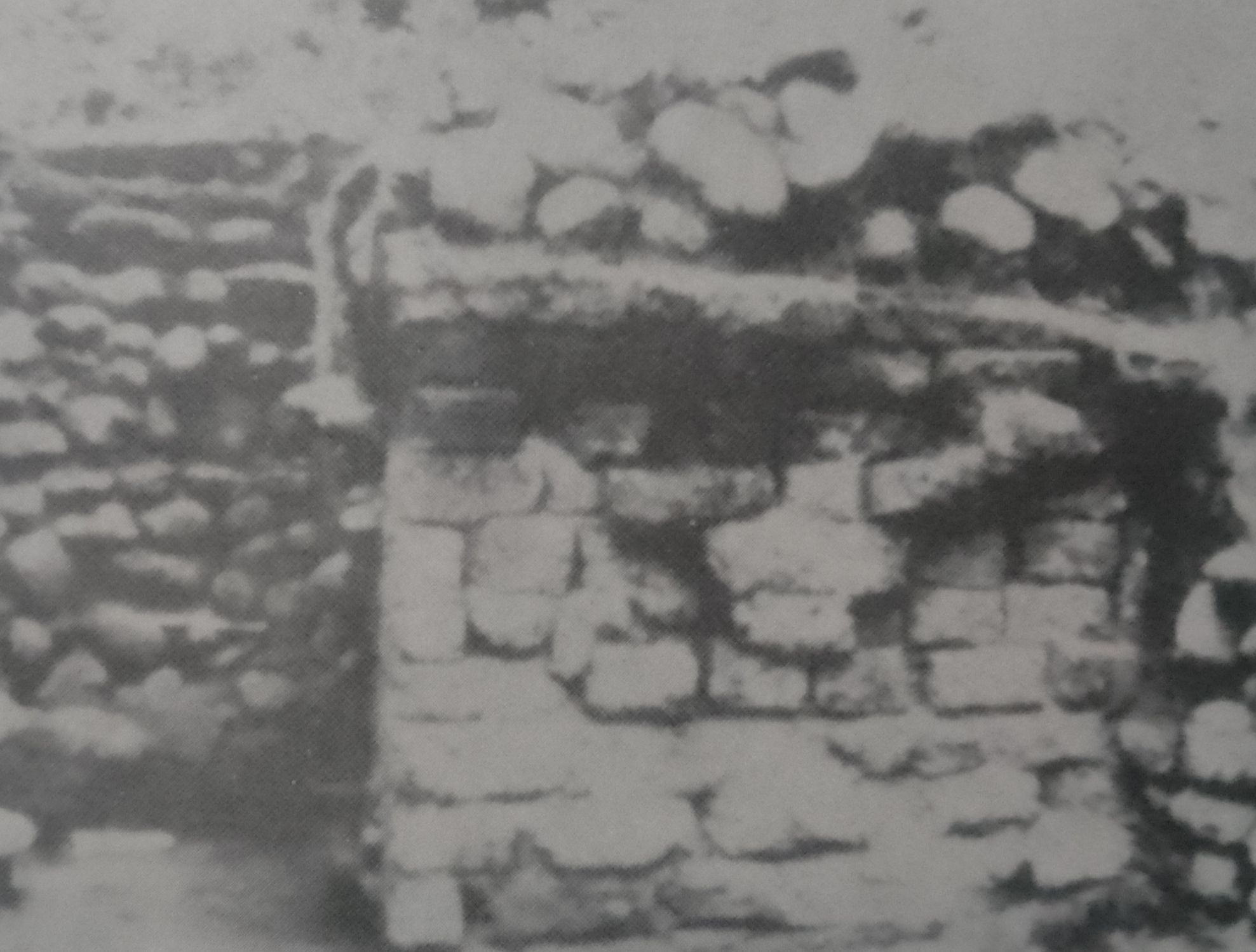
Vista a uno de los muros de Salitron viejo

Fue un sitio arqueológico que actualmente se encuentra bajo el agua, este fue una ciudadela densamente poblada, con alrededor de 220 estructuras, La pirámide más grande llegó a medir más de 10 metros. Sirvió como uno de los varios puentes para conectar las rutas comerciales que conectaba el Mar Caribe y el Océano Pacífico. Aparentemente, se trataba de una ciudad ordenada o internamente segmentada, lo que permitía un acceso diferenciado a los recursos e inversión de los mismos en la arquitectura doméstica y cívica. Estaba altamente influenciado por la arquitectura Maya, en especial de Copán y el Puente, pues esta tenían plazas centrales y campos de pelota similar a las ciudades mayas

## Sitios de otras culturas indígenas
Honduras es un país que también alberga otras culturas indígenas del área caribe, en su mayoría cazadoras y recolectoras. De entre ellas los Tolupanes, Pech, y Tawakhas, los cuales dejaron varios yacimientos arqueológicos regados mayoritariamente en la zona oriental del país. Muchas aún no han sido determinadas a qué cultura pertenecieron, debido a que estas personas no dejaron muchos testimonios escritos, o bien por la antigüedad de muchos.

### Parque arqueológico el Curruste
En la periferia de San Pedro Sula se encuentra el parque arqueológico Curruste que en lengua Pech significa "parte de la semilla del cacao", fue habitada por la etnia Pech entre los años 700 y 1000 de nuestra era, donde hoy es el departamento de Cortés, el parque abrió sus puertas al público el 12 de diciembre de 2008, los visitantes pueden observar las excavaciones mientras realizan su recorrido por los senderos. Está ubicada a pocos kilómetros de la laguna de Ticamaya. El parque se compone de varias plataformas creadas para propósitos ceremoniales y algunas estelas pueden ser visibles en el parque. En el lugar fue encontrada la estatua llamada la "venus de Curruste", debido a su delicado estado está guardada bajo estudio fuera del foco del público.

### Sitio Arqueológico deCerro palenque
Se encuentra en el departamento de Cortés en Honduras. Acorde varios estudios en la zona la ciudad fue fundada en el Clásico Tardío. Los arqueólogos no pueden determinar con exactitud cómo se habrían identificado las personas que vivían en Cerro Palenque, ya que, a diferencia de los mayas de Copán y el extremo occidental de Honduras, no dejaron ningún escrito. Por lo tanto se tienen como posibles candidatos, Mayas, Lencas, y pech como los posibles habitantes. Se han encontrado más de 500 edificios, una plaza central similar a las de las ciudades de Copán y El puente, y un campo de pelota considerablemente más grande que los encontrados en otras zonas del país. La ubicación de la ciudad pudo haber facilitado a los accesos para la entrada de los productos que llegaban de otras zonas de Mesoamérica y también para exportar los provenientes de la región, también ayudó a la entrada de diversos comerciantes que venían desde las costas del actual Belice y Yucatán actual México.

### Cuevas de Talgua

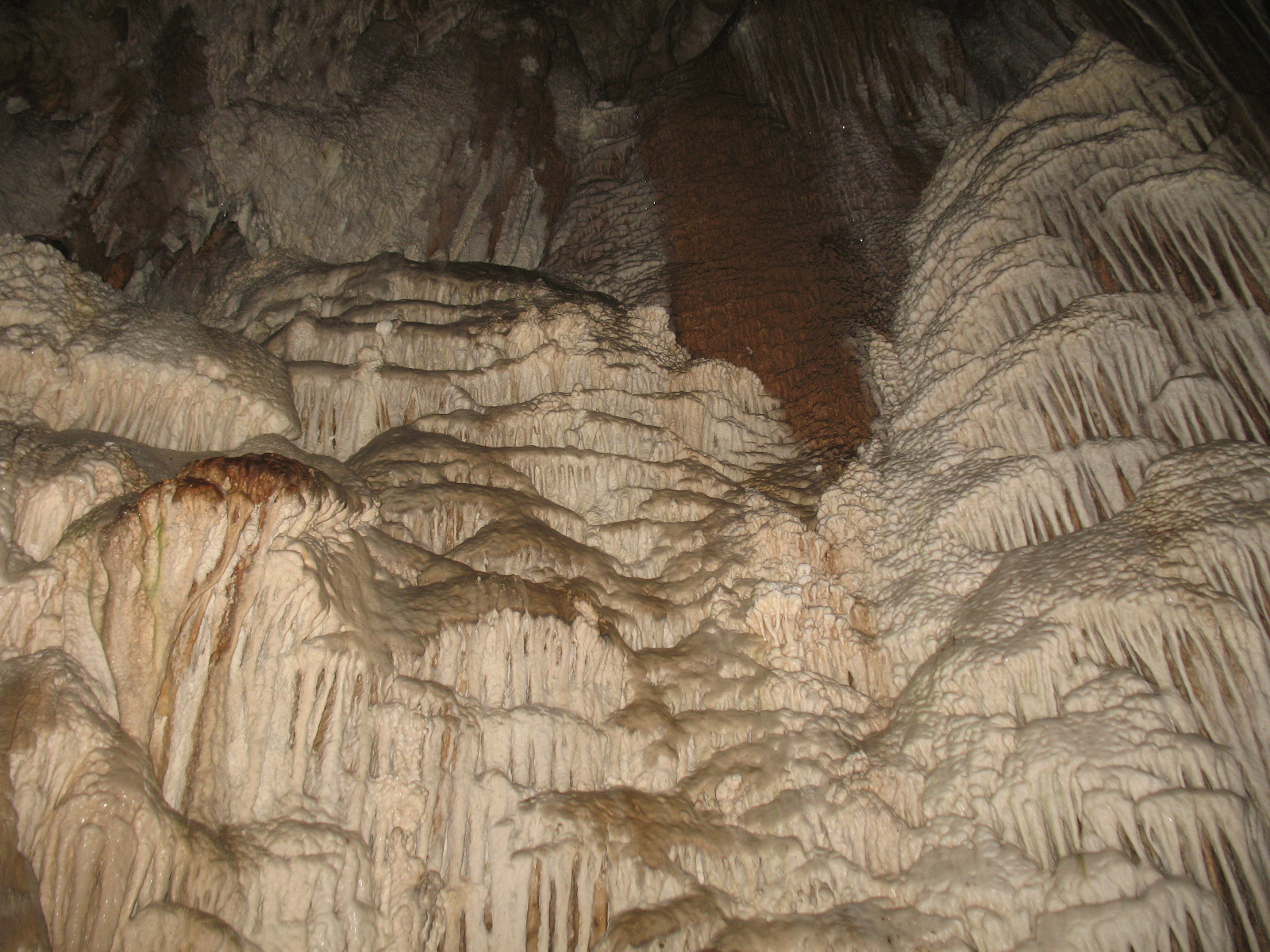
Interior en uno de los túneles de las cuevas

Es considerado el sitio arqueológico de mayor antigüedad en el país. Las cuevas de Talgua ubicadas en el Parque nacional de la Sierra de Agalta, en el municipio de Catacamas, en el departamento de Olancho, eran un sitio religioso utilizado por sociedades indígenas muy primitivas de hace unos 10 mil años, durante el recorrido de la cueva con más de 500 metros, es atravesada por un riachuelo, esta representa la entrada al inframundo, de ahí su carácter ritual, dentro de ella se encontraron restos de huesos de personas que medían aproximadamente un metro con 80 centímetros, aunque no se sabe a qué sociedad indígena pertenecieron. También cuenta con un museo con una enorme cantidad de piezas a exposición.

### Sitio arqueológico deCiudad blanca(Kaha-Kamasa)
Es un asentamiento indígena que se encuentra en la región de la Mosquitia en la jurisdicción territorial del Departamento Gracias a Dios, en el este de la república de Honduras. Esta extensa zona de bosque tropical, que incluye la Reserva de la biosfera de Río Plátano, ha sido durante mucho tiempo el tema de diversas investigaciones multidisciplinarias. Las primeras crónicas de las ruinas datan del siglo XVI  con la llegada del conquistador Don Hernán Cortes a Honduras, comparándola con la misma extensión territorial de Tenochtitlan del Valle de México. Escaneos aéreos han encontrado múltiples estructuras piramidales, muchas de las más grandes de todo Honduras.

### Sitio Arqueológico Plan Grande
Localizado en la isla de Guanaja en las Islas de la Bahía. A lo largo del sitio se han encontrado grandes cantidades de tiestos y algunas vasijas completas, así como estelas. También existen gradas de tiempos prehispánicos, y se encuentra gran cantidad de tiestos de barro, pedazos de vasijas de mármol y conchas de mar. Después viene Marble Hill o Colina de Mármol. A ésta se le considera una especie de “fuerte”, o lugar defensivo. La parada y caliza colina se yergue al este del sitio unos 50 metros sobre el llano. Es posible que en la cima plana haya existido estructuras y habitaciones en tiempos antiguos. Los datos sugieren que existió una relación cultural muy estrecha entre las Islas de la Bahía y la tierra firme del noreste de Honduras.

## Sitos arqueológicos coloniales
La época colonial en Honduras también dejó algunos yacimientos arqueológicos, tanto españoles pertenecientes al periodo del virreinato de la Nueva España como de colonos Británicos.  En todo el territorio Hondureño se encuentran varios asentamientos antiguos y coloniales ahora abandonados, como lo son Nueva Salamanca, Quesaltepeque, y Teculucelo.

### Sitio arqueológico de Viejo Celilac
El poblado de Celilac fue fundado durante el siglo XVII por colonos españoles, con el nombre de San Pedro de Celilac, tras ello fue edificada una iglesia y varias casas. El pueblo empezó a ser poco a poco abandonado tras una epidemia de cólera en 1835 por el consumo del agua del Río Jicatuyo. Dicha epidemia obligó a varios habitantes del pueblo a dejar sus casas prácticamente inmediato dejando hoy restos arqueológicos de casas y utensilios domésticos de la época. El mayor atractivo del sitio es la fachada de una iglesia colonial Barroca del siglo XVIII  Esta iglesia poseía un retablo traído desde España, y varias obras de arte, las cuales fueron saqueadas con el paso del tiempo.

### Fort Morgan cay

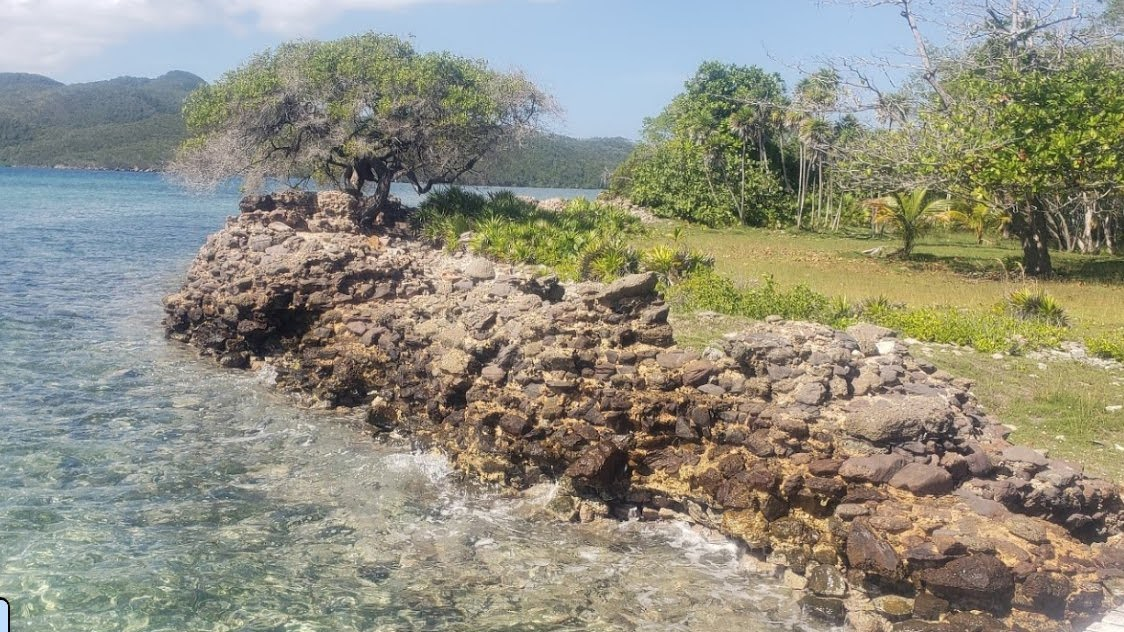
Ruinas del fuerte de Henry Morgan en las Islas de la Bahía.

Fort Morgan Cay en el departamento de Islas de la Bahía está considerado tradicionalmente como una de las bases del pirata inglés Henry Morgan para sus acciones contra poblaciones y puertos españoles en el siglo XVII, la época de la edad de oro de la piratería. Se ha identificado un fuerte así como edificaciones auxiliares como viviendas o almacenes que dan testimonio del uso del recinto la lo largo del tiempo.

### Sitio arqueológico de Black River
Rio Tinto fue fundada por mandato del imperio británico por William Pitt en 1739. Sus ruinas se encuentran en las inmediaciones de Palacios en departamento de Gracias a Dios. Su actividad fue principalmente el contrabando y la tala de caoba y palo de tinte. Además, se dedicó a la producción de caña de azúcar con mano de obra esclava a imitación del modelo de la colonia de Jamaica. Los británicos mantenían el control de facto de Mosquitia incumpliendo sucesivos tratados como el de París de 1763. Fue el escenario de la batalla de Rio Tinto (1783) durante la guerra anglo-española y el tratado de París de 1783 supuso el final de la soberanía británica de la región. Fue repoblada en 1787 por colonos procedentes de España (Canarias, Asturias y Galicia), quienes encontraron un lugar inhóspito y poco propicio para la agricultura o a ganadería. En 1800 los españoles abandonaron Rio Tinto y huyeron a Trujillo tras el ataque misquito de Jorge I propiciado por el gobernador de Jamaica. En el sitio arqueológico se han encontrado cureñas de bronce hechas en las islas británicas, así como restos de fuertes y estructuras hechas por los colonos ingleses.